# Massacro di Frankolovo

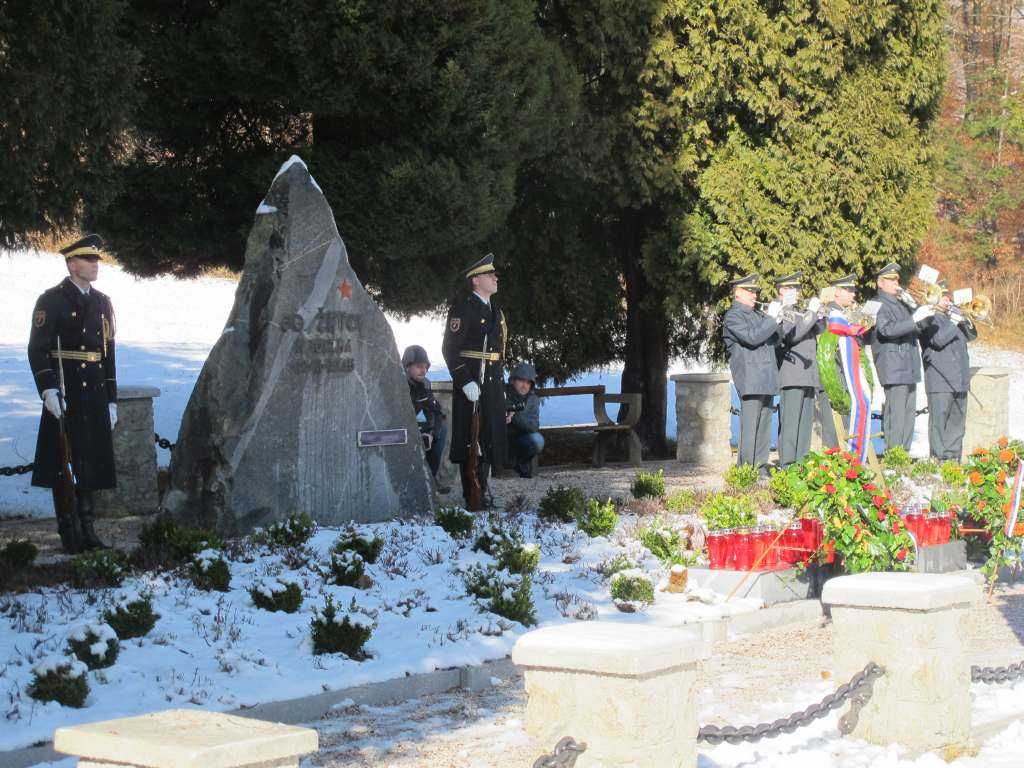
Commemorazione a Frankolovo nel 2016.

Il massacro di Frankolovo (in sloveno: Frankolovski zločin) fu uno dei peggiori crimini di guerra nazisti nel territorio dell'attuale Slovenia durante la seconda guerra mondiale.
Il 12 febbraio 1945, alcuni membri della Wehrmacht uccisero un centinaio di civili sloveni a Spodnje Stranice, vicino a Frankolovo.
Il crimine fu commesso come vendetta per un'imboscata partigiana slovena avvenuta nella gola del Tesno: il 2 febbraio 1945, l'ufficiale nazista Anton Dorfmeister fu ferito mortalmente e morì il giorno successivo nell'ospedale di Celje.
Per rappresaglia, i nazisti rastrellarono cento ostaggi dalle prigioni di Celje, Maribor e Trbovlje e li impiccarono sugli alberi lungo la strada.